# Dorfkirche Dallmin

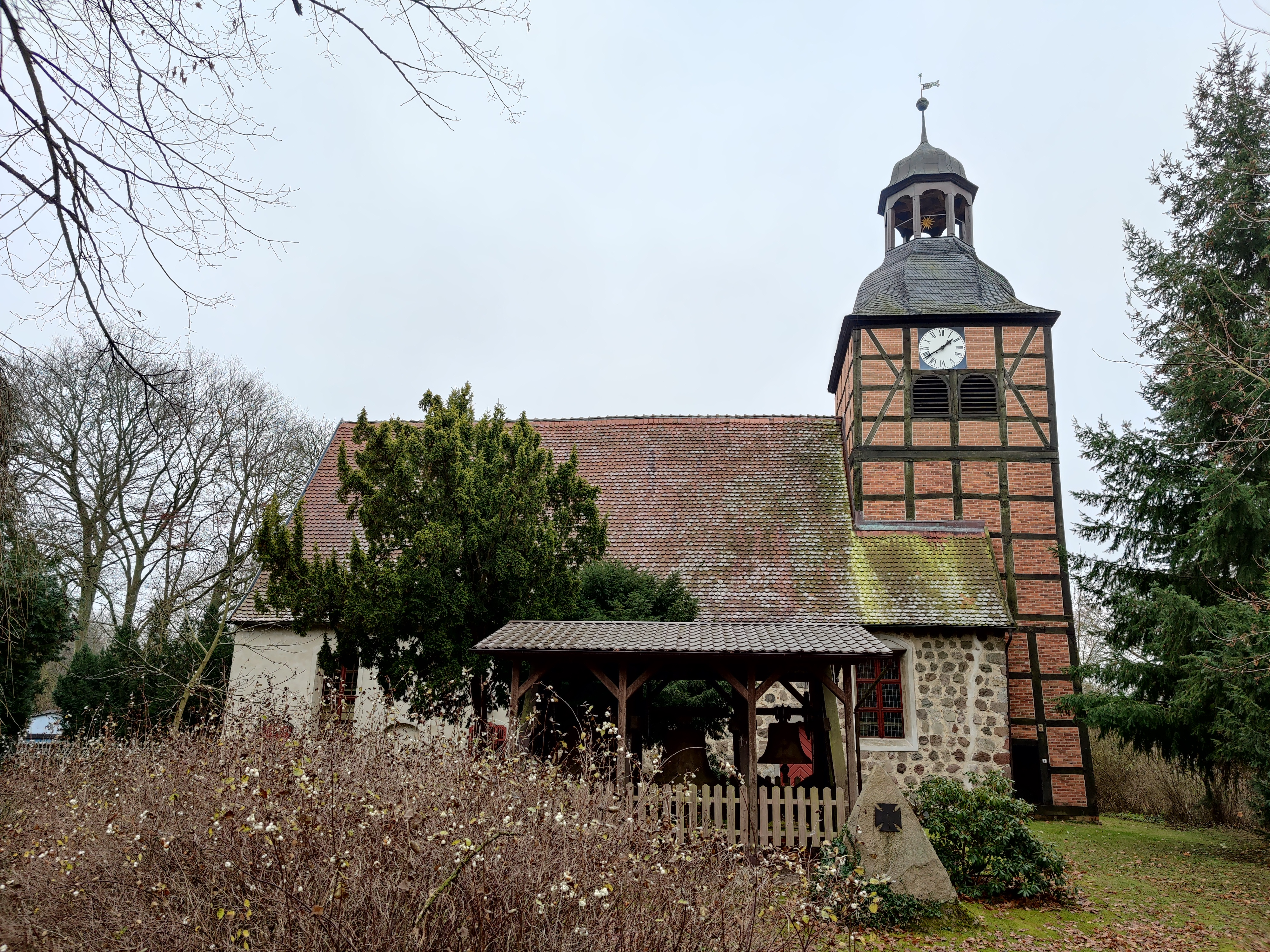
Dorfkirche Dallmin

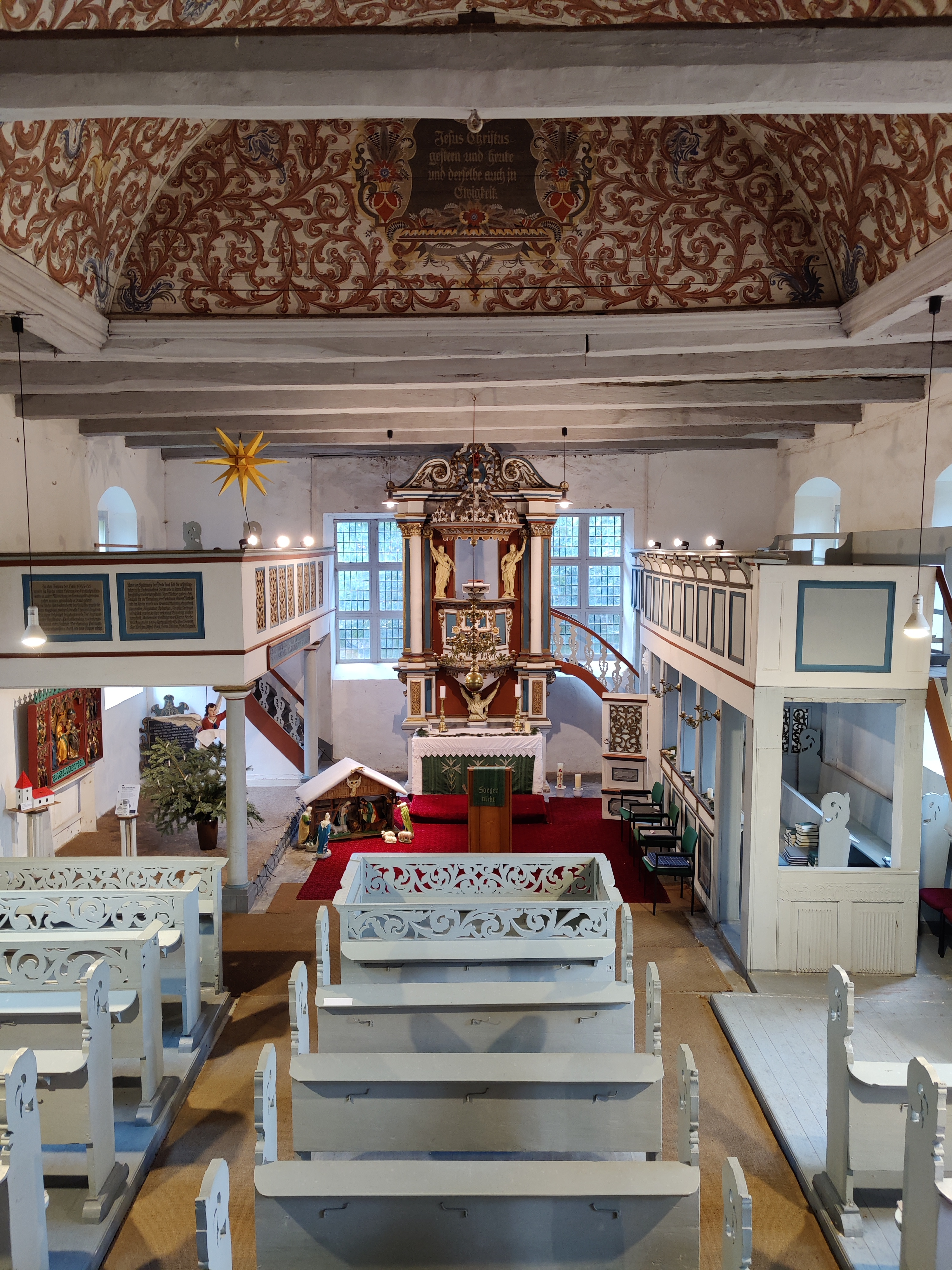
Innenansicht

Die evangelische Dorfkirche Dallmin ist eine im Kern gotische Saalkirche im Ortsteil Dallmin von Karstädt im Landkreis Prignitz in Brandenburg. Sie gehört zum Pfarrsprengel Karstädt-Land im Kirchenkreis Prignitz der Evangelischen Kirche Berlin-Brandenburg-schlesische Oberlausitz.

## Geschichte und Architektur
Die Kirche ist ein Saalbau aus Feldsteinquadern, der im Kern wohl vom Ende des 13. Jahrhunderts stammt. Der ursprünglich eingezogene Rechteckchor wurde 1710 auf Schiffsbreite gebracht und die Fenster dabei verändert. Bei diesen Arbeiten dürfte auch der Triumphbogen zwischen Chor und Saal abgetragen worden sein. Der Fachwerkturm ist mit geschweifter Haube und offener Laterne versehen. Auf der Wetterfahne sind die Jahreszahlen 1708, 1825 und 1989 zu erkennen.
Der Innenraum wurde 1982 restauriert und ist mit einer Balkendecke mit pflanzlicher Ornamentmalerei gedeckt. Das Schiff wurde erst 1934 mit einer Holztonne geschlossen, wobei die Malerei ergänzt wurde. Beidseitig sind Emporen mit teils geschnitzten Füllungen angebracht, die ursprünglich Chor und Schiff begleiteten und dort 1982 entfernt wurden. An der Brüstung der Westempore sind zwei Fragmente eines Gestühls von 1549 mit Schnitzinschrift angebracht. Im 21. Jahrhundert sind trotz achtsamen Umgangs einige Schäden an der Kirchenausstattung vorhanden. Am Altar brachen einige kleinere Schnitzteile ab, ebenfalls gibt es zahlreiche kleinere Farbverluste. Die wertvolle Kasel sollte besser vor Licht und zu feuchtem Klima geschützt werden. Der Förderkreis Alte Kirchen Berlin-Brandenburg hat daher im Jahr 2022 einen Spendenaufruf gestartet.

## Ausstattung

### Dallminer Retabel

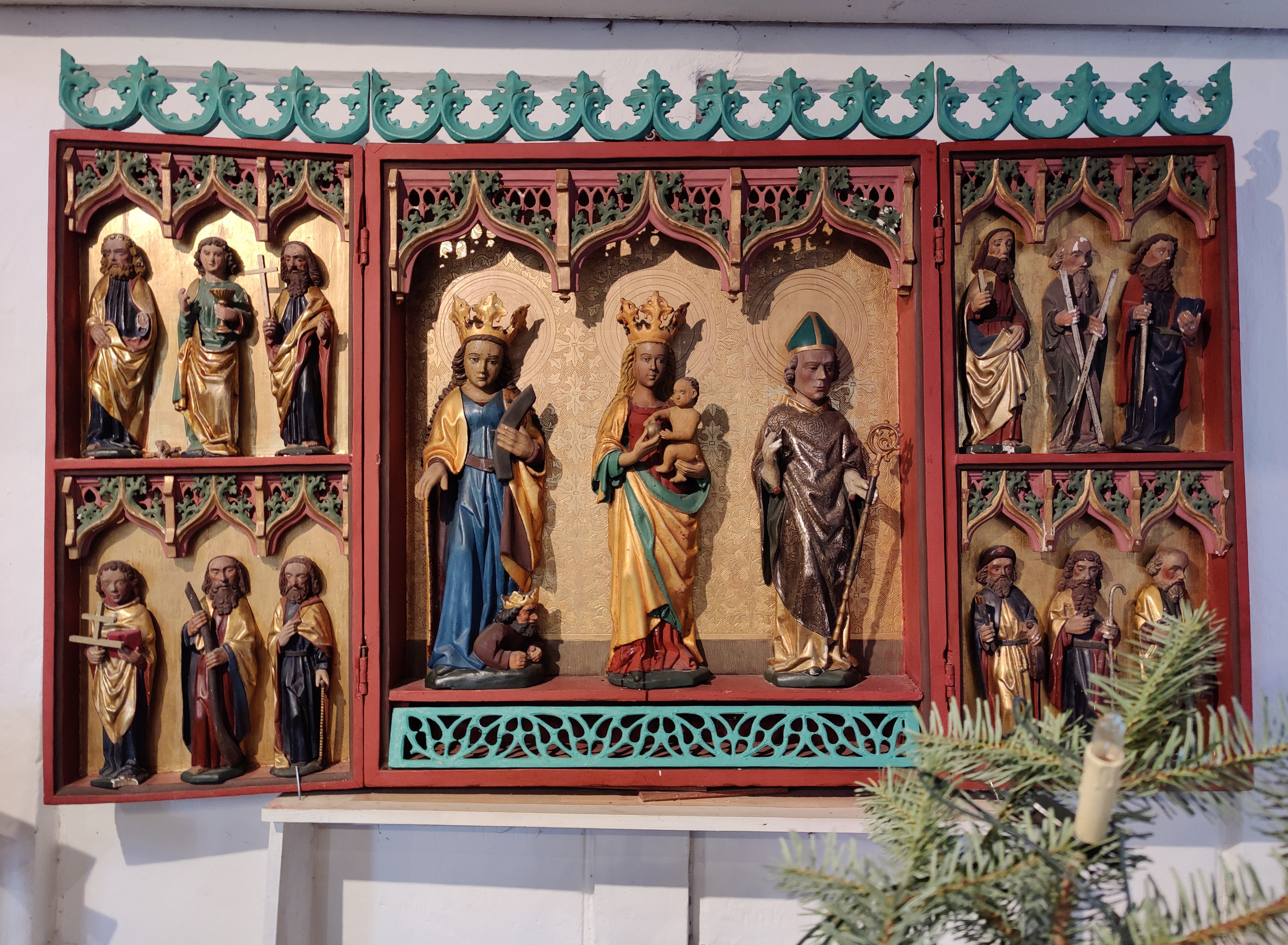
Schnitzaltar

Auf der Nordseite steht am Ort der ehemaligen Patronatsloge ein Retabel aus dem dritten Viertel des 15. Jahrhunderts.  Es ist 102,0 cm hoch, 92,0 cm breit und 14,0 cm tief. Die beiden Flügel sind 101,5 cm hoch, 46,0 cm breit und 8,5 cm tief. In seinem Schrein ist unterhalb eines Baldachins und vor Nimben eine Madonna zwischen Katharina und einem Bischof zu sehen. In den beiden Flügeln stehen in zwei Reihen die zwölf Apostel, ebenfalls je unter einem geschnitzten Baldachin: Oben links ist dies Petrus mit einem Schlüssel, Johannes mit dem Kelch sowie Jakobus minor (?). Oben rechts stehen Bartholomäus mit einem Messer, Andreas mit seinem Kreuz sowie Matthäus. Unten links stehen Philippus mit dem Doppelkreuz, Judas Thaddäus mit der Keule sowie Simon Zelotes mit der Säge; unten rechts folgen Jakobus der Ältere mit einer Muschel am Hut, Thomas (?) sowie Matthäus mit Schwert und Geldbeutel. Ihre Zuordnung erweist sich auf Grund teilweise fehlender Attribute als schwierig. Die Werktagseite zeigen zwei Gemälde, die vermutlich das ursprünglich gotische Motiv überdecken. Sie zeigen vier ausgewählte Motive der Passion Jesu. Die Bildfolge beginnt mit der Ölberggruppe und wird mit der Geißelung fortgesetzt. Sie wurden ausschnittsweise aus Kupferstichen kopiert, die Zacharias Dolendo schuf, der sich wiederum an Vorzeichnungen Karel van Manders orientierte. Die beiden unteren Gemälde zeigen das Gebet Jesu im Garten Gethsemane sowie die Auferstehung. Diese Werke orientieren sich an Gemälden von Matthäus Merian. Es ist bislang unklar, war für die Bemalung des Retabels Kupferstiche zweier Inventoren und Stecher herangezogen wurden. Da die Vorlagen von Merian erst 1627 entstanden, können die Kopien von der Dallminer Gemeinde erst nach dem Dreißigjährigen Krieg in Auftrag gegeben worden sein. Das Retabel dürfte demnach auch nach der Reformation und dem Krieg noch bis 1730 genutzt worden sein. Nach der Vergrößerung des Kirchenraumes und der Anschaffung eines Kanzelaltars kam das Retabel an die Seitenwand des Chorraumes.

### Weitere Kirchenausstattung
Ein weiteres Hauptstück der Ausstattung ist ein reich geschnitzter Kanzelaltar vom Anfang des 18. Jahrhunderts; der von Säulen flankierte Kanzelkorb wird von einer Mosesfigur getragen. Die Innenseite des Schalldeckels ist mit einer Taube als Symbol für den Heiligen Geist verziert. Der Schalldeckel wird von zwei Propheten getragen, deren Attribut verloren gegangen ist. Es könnte sich um die Apostel Paulus und Petrus handeln. Oberhalb des Deckels ist eine Flammenvase. Ein solcher Schmuck ist selten und wurde nur in einer kurzen Zeitspanne angefertigt. Vergleichbare Stücke gibt es beispielsweise in Quitzöbel oder Groß Werzin. An der Vorderseite des Kanzelkorbs befinden sich lediglich Felder, in denen bei früher hergestellten Werken die Bilder der Evangelisten und des Erlösers angebracht waren. In Dallmin ist lediglich ein Kruzifix angebracht, in dessen vier Enden sich Rundfelder mit den Evangelistensymbolen befinden. Es ist denkbar, dass es vor der Erweiterung der Kirche im Jahre 1710 als Triumphkreuz im Triumphbogen hing. Ein schwebender Taufengel mit Schale von 1710 wurde 1982 neu gefasst. Das Gestühl und das Ältestengestühl mit gesägten Füllungen und geschnitzten Wangen stammen aus dem 18. Jahrhundert. Sie werden durch Fragmente des ersten Gestühls ergänzt, die aus dem Jahr 1549 stammen.
Über dem Eingang ist innen ein Kindergrabstein aus dem Jahr 1570 angebracht. An der Südwand erinnert ein großer hölzerner Totenschild mit lebensgroßem Porträt vom Anfang des 17. Jahrhunderts an Detlof von Winterfeld. Ein weiteres hölzernes Epitaph stammt aus dem Jahr 1659. An der Nordwand ist eine gestickte gotische Kasel aus der Zeit um 1400 erhalten. Sie ist mit dem Motiv des gekreuzigten Christus, Maria und dem Jünger Johannes sowie dem Gottvater und den Aposteln Paulus und Petrus geschmückt. Das Werk dürfte in Nürnberg entstanden und noch bis 1600 im Gottesdienst genutzt worden sein.

### Orgel

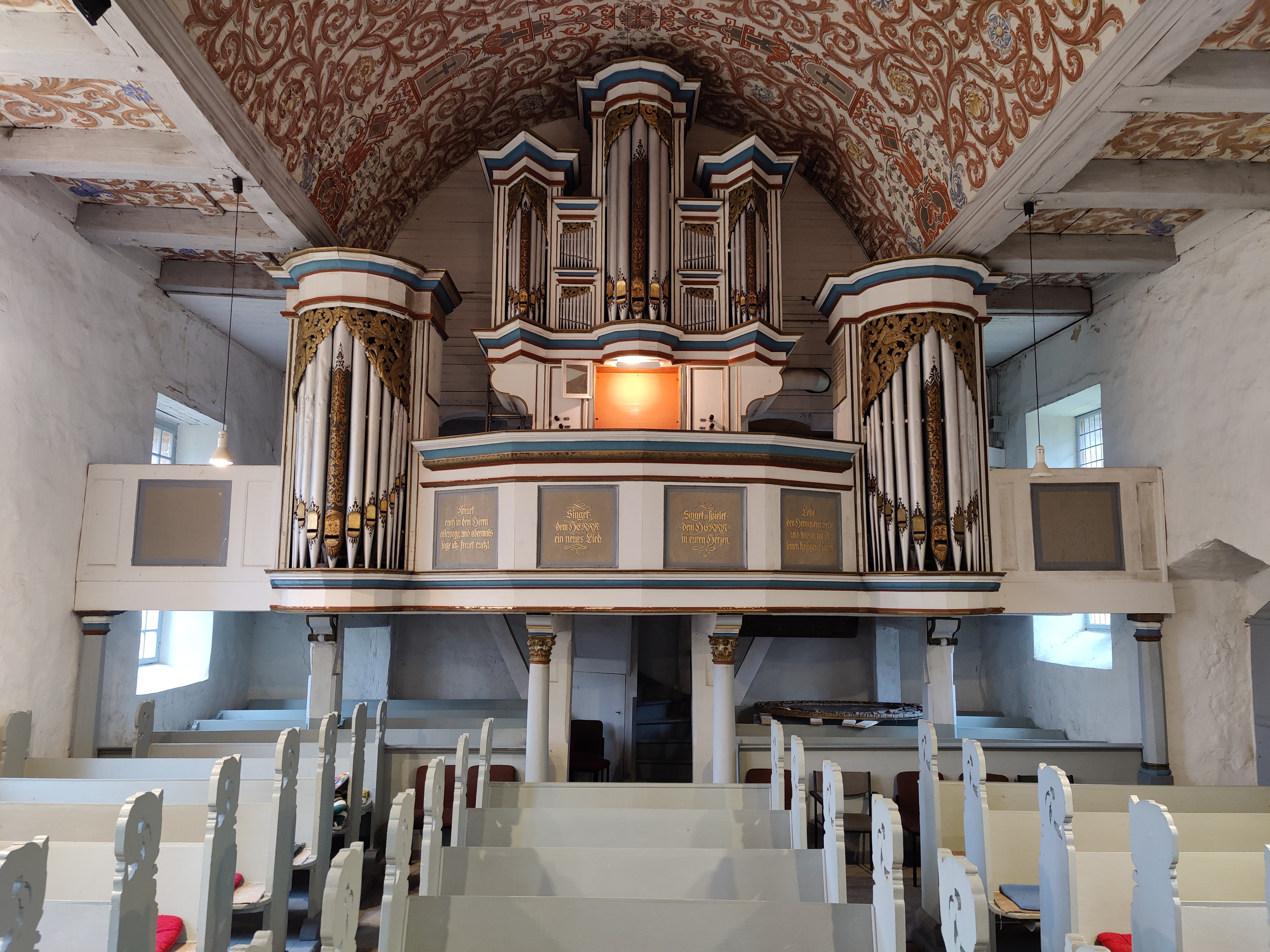
Orgel

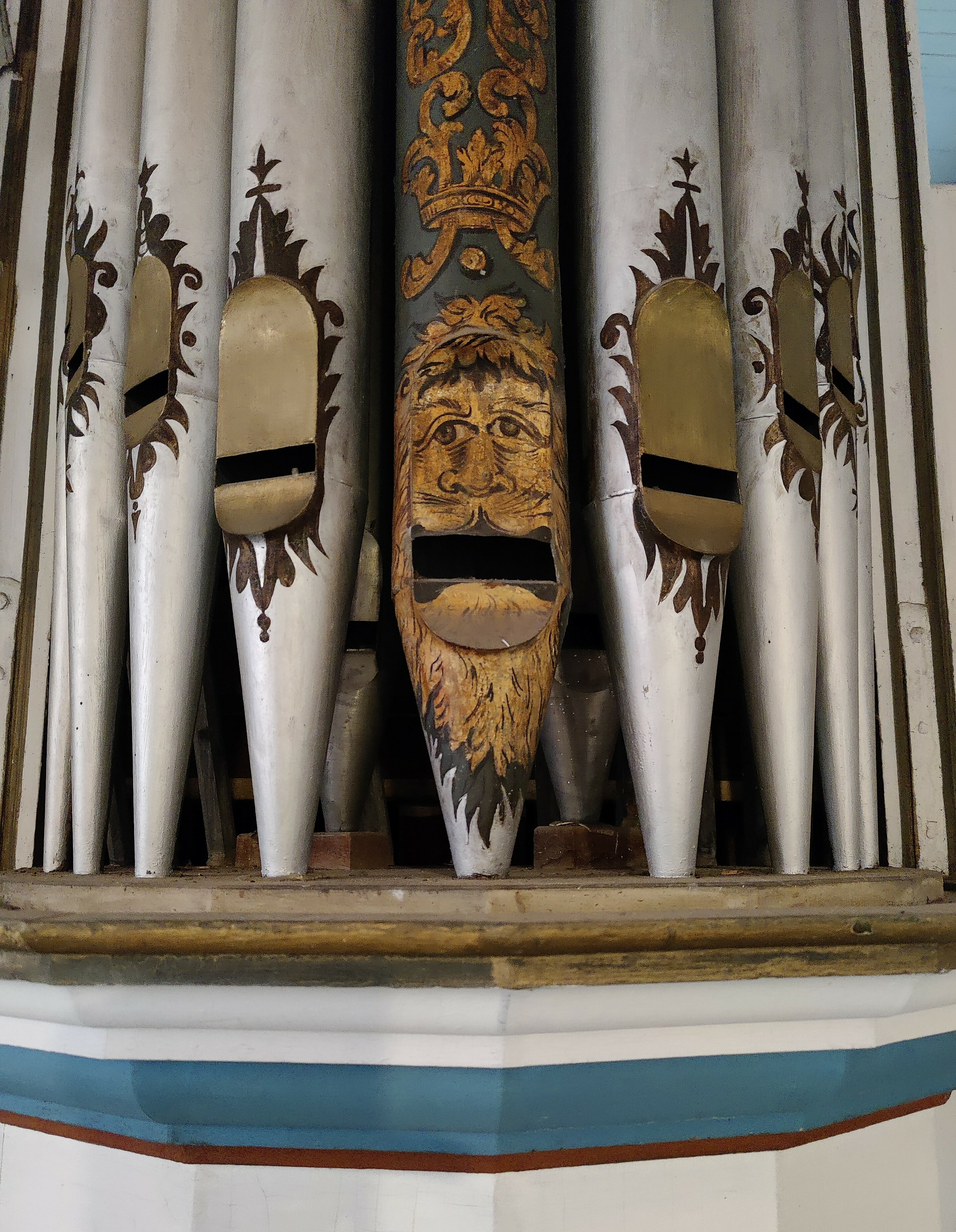
Bemalte Pfeifen am Pedalturm der Orgel

Die Orgel mit barockem Prospekt ist wie die verwandte Orgel der Klosterkirche Krevese ein Werk von Anton Heinrich Gansen aus Salzwedel aus den Jahren 1722/1724. Sie umfasst 14 Register auf einem Manual und Pedal. Sie wurde 1855 von August Berger de la Rivoire & Sohn umgebaut und 1935 von Alexander Schuke Potsdam Orgelbau restauriert. Nachdem sie im Laufe der Jahrzehnte erneut unspielbar wurde, begann im Jahr 2024 eine erneute Restaurierung. Experten heben die plastischen Stimmen, einen „durchsichtigen“ Klang sowie eine „verständlichere Stimmführung“ hervor. Sie führen dies sowohl auf die alte Mechanik, wie auch auf die Tatsache zurück, dass die Dallminer Orgelpfeifen überwiegend aus weichem Zinn bestehen. Außerdem wurden die Mensuren so gearbeitet, dass „alle Stimmen einer mehrstimmigen Komposition zu ihrem Recht kommen“. Die Disposition lautet:
| Manual CDE–c3   |    |
| Prinzipal       | 8′ |
| Gedackt         | 8′ |
| Quintadena      | 8′ |
| Oktav           | 4′ |
| Rauschquinte II |    |
| Oktav           | 2′ |
| Mixtur III      |    |
| Trompet         | 8′ |

| Pedal CD–c1 |     |
| Subbaß      | 16′ |
| Prinzipal   | 8′  |
| Oktav       | 4′  |
| Mixtur III  |     |
| Dulcian     | 16′ |
| Trompet     | 8′  |

- Nebenregister und Spielhilfen: Tremulant